# Bill Clements

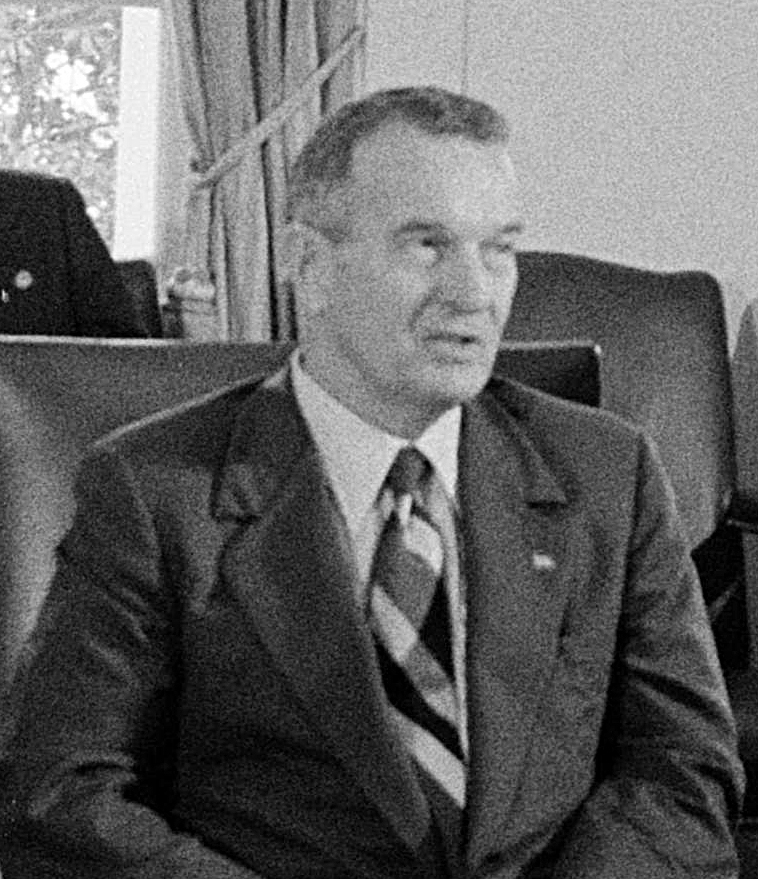
Bill Clements

William Perry „Bill“ Clements Jr. (* 17. April 1917 in Dallas, Texas; † 29. Mai 2011 ebenda) war ein US-amerikanischer Politiker. Er war von 1979 bis 1983 und von 1987 bis 1991 Gouverneur des Bundesstaates Texas und von 1971 bis 1977 stellvertretender Verteidigungsminister der Vereinigten Staaten.

## Frühe Jahre
Bill Clements studierte an der Southern Methodist University. Nachdem seine Eltern während der Weltwirtschaftskrise ihre Farm verloren hatten, begann er 1937 auf den Ölfeldern von Texas zu arbeiten. Er war von dieser Industrie angezogen und begann eine lange Karriere auf diesem Gebiet. Später gründete er die Firma SEDCO, eine der größten Ölbohrgesellschaften weltweit, deren Vorstandsvorsitzender er wurde.

## Politische Laufbahn
Clements wurde Mitglied der Republikanischen Partei. Unter den Präsidenten Richard Nixon und Gerald Ford war er von 1971 bis 1977 als Deputy Secretary of Defense Stellvertreter von Verteidigungsminister Donald Rumsfeld. Im Jahr 1978 wurde er als erster Republikaner seit Edmund J. Davis, der von 1870 bis 1874 amtiert hatte, zum Gouverneur seines Staates gewählt. Clements trat seine erste vierjährige Amtszeit am 16. Januar 1979 an. In dieser Zeit war es ausgerechnet sein Unternehmen SEDCO, das durch einen Ölunfall enorme Umweltschäden verursachte. Ansonsten setzte sich der Gouverneur für eine Verbesserung des Schulsystems und die Bekämpfung der Kriminalität ein.
Im Jahr 1982 wurde Clements angesichts einer neuen wirtschaftlichen Krise nicht wiedergewählt. Daher schied er am 18. Januar 1983 aus dem Amt aus. Vier Jahre später schaffte er aber noch einmal den Sprung in das höchste Amt seines Staates. Seine zweite Amtszeit als Gouverneur konnte er zwischen dem 20. Januar 1987 und dem 15. Januar 1991 absolvieren. In dieser Zeit arbeitete er an der Überwindung der wirtschaftlichen Probleme. Er versuchte neue Arbeitsplätze zu schaffen, indem er Firmen von außerhalb nach Texas lockte. Außerdem arbeitete er an der Verbesserung der Beziehungen seines Staates zu Mexiko und setzte seinen Kampf gegen die Kriminalität fort. In seiner zweiten Amtszeit wurde er auch in einen Skandal um Zahlungen an einzelne Footballspieler verwickelt, der ihn an den Rand eines Amtsenthebungsverfahrens brachte. Daraufhin verzichtete er 1990 auf eine weitere Kandidatur.
Hinrichtungen pro Jahr während seiner Amtszeit:
| Jahr   | 1982 | 1987 | 1988 | 1989 | 1990 |
| Anzahl | 1    | 6    | 3    | 4    | 4    |

## Weiterer Lebenslauf
Nach dem Ende seiner Gouverneurszeit zog sich Clements aus der aktiven Politik zurück und kümmerte sich um seine zwei Ranchs, auf denen er Viehzucht betrieb. Er setzte sich aber in den folgenden Jahren für die jeweiligen Kandidaten seiner Partei ein, die sich um höhere Staatsämter bewarben.  Selbst im Alter von 90 Jahren unterstützte er noch den erfolglosen Präsidentschaftswahlkampf von John McCain im Jahr 2008. Ex-Gouverneur Clements war zweimal verheiratet und hat zwei eigene sowie vier Stiefkinder. Sein leiblicher Sohn B. Gill Clements wurde im Oktober 2010 im Alter von 69 Jahren auf dessen Farm im texanischen Athens ermordet.